# V – Hävitetty
V: Hävitetty je páté studiové album finské folkvikingové metalové kapely Moonsorrow vydané 10. ledna 2007 vydavatelstvím Spinefarm Records. Nahráno bylo v rozmezí května a srpna 2006. Obsahuje pouhé dvě skladby s neobvyklou stopáží: první „Jäästä Syntynt/Varjojen Virta“ je dlouhá 30 minut, druhá „Tuleen Ajetuu Maa“ pak 26 minut.

## Seznam skladeb
| Pořadí | Název                          | Autor                                             | Délka |
| ------ | ------------------------------ | ------------------------------------------------- | ----- |
| 1.     | Jäästä syntynyt/Varjojen virta | Henri Sorvali, Marko Tervonen, Ville Sorvali      | 30:10 |
| 2.     | Tuleen ajettu maa              | H. Sorvali, Tervonen, Thomas Vaananen, V. Sorvali | 26:19 |

## Obsazení
- Henri Sorvali – kytara, klávesy, zpěv, doprovodné vokály
- Mitja Harvilahti – kytara, zpěv
- Markus Euren – klávesy
- Ville Sorvali – baskytara, zpěv, doprovodné vokály
- Marko Tarvonen – bicí, perkuse, doprovodné vokály